# Ornithocheiridae
De Ornithocheiridae zijn een groep (familie) van uitgestorven pterosauriërs behorend tot de Pterodactyloidea.
In 1870 benoemde Harry Govier Seeley impliciet een familie Ornithocheiridae door Ornithocheirus uit het Krijt te benoemen. In 1891 gebruikte hij de naam werkelijk. Sommige bronnen geven een eerste gebruik door Alfred Zittel in 1902.
In de loop van de tijd zijn vele geslachten aan de familie toegewezen en weer verwijderd. Volgens sommige recente analyses zouden de Anhangueridae uit de Santana-Formatie uit het Vroeg-Krijt van Brazilië ertoe behoren (dan als Anhanguerinae), volgens andere juist niet. Deze onzekerheid maakt het mogelijk dat de groep monospecifiek is, uit slechts één soort bestaat, wat de hele term overbodig maakt.

## Geslachten
Indien de Anhanguerinae inderdaad tot de Ornithocheiridae behoren is dit de lijst van geslachten van de laatste groep:
- Anhanguera
- Boreopterus
- Brasileodactylus
- Coloborhynchus
- Haopterus
- Liaoningopterus
- Liaoxipterus
- Ludodactylus
- Ornithocheirus